# Taipei chinois aux Jeux olympiques d'hiver de 2018
Taïwan (la république de Chine) participe sous le nom de Taipei chinois aux Jeux olympiques d'hiver de 2018 à Pyeongchang en Corée du Sud du 9 au 25 février 2018. Il s'agit de sa douzième participation à des Jeux d'hiver.

## Nom « Taipei chinois »
Taïwan utilise le nom de « Taipei chinois » (中华台北) à toutes les compétitions sportives internationales (dont les Jeux olympiques) depuis 1981, « en raison de pressions » de la part de la république populaire de Chine, afin que Taïwan ne soit pas présentée ni perçue comme un État souverain distinct de la RPC. (Voir : Statut de Taïwan et Politique d'une seule Chine.) Le nom de « Taipei chinois » relève d'un compromis entre les parties. Aux Jeux, les athlètes taïwanais n'utilisent donc pas le drapeau de la république de Chine, mais un drapeau spécifique à leur participation aux Jeux olympiques, affichant les armoiries de la république de Chine combinées aux anneaux olympiques, entourés d'une fleur d'abricotier. De même, les médailles d'or sont décernées aux athlètes taïwanais non pas au son de leur hymne national, mais au son du Hymne du drapeau national de la République de Chine,.

## Participation
Aux Jeux olympiques d'hiver de 2018, les athlètes de l'équipe de Taipei chinois participent aux épreuves suivantes : 
| Sport               | Hommes | Femmes | Total |
| ------------------- | ------ | ------ | ----- |
| Luge                | 1      | 0      | 1     |
| Patinage de vitesse | 2      | 1      | 3     |
| Total               | 3      | 1      | 4     |